# Museo Popol Vuh
El Museo Popol Vuh es la casa de una de las mayores colecciones de arte de la civilización maya, en el mundo. Está localizada en el campus de la Universidad Francisco Marroquin en Zona 10, Ciudad de Guatemala y es conocida por su extensa colección de arte precolombino y colonial de Guatemala.
El Museo entrega anualmente la presea Orden del Pop como reconocimiento a quienes se han distinguido por sus aportaciones al estudio, a la preservación y a la divulgación del patrimonio cultural guatemalteco.

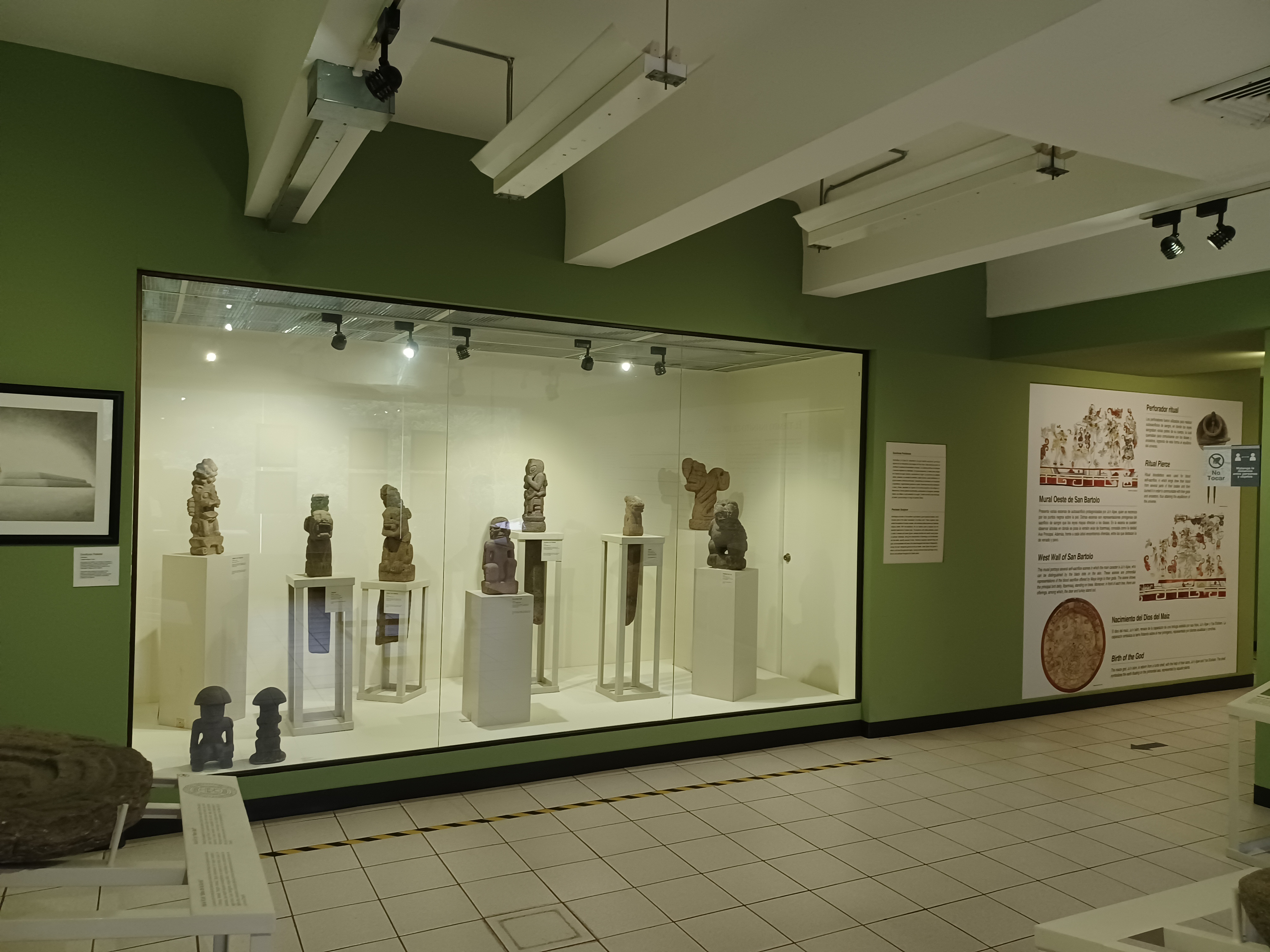

## Misión
El Museo Popol Vuh es una institución privada no lucrativa apoyada por sus propios fondos y donaciones externas. El museo es dirigido por una junta directiva de ciudadanos de Guatemala interesada en la preservación y la exhibición pública de las muestras. Una de sus misiones es proveer un enfoque educativo para la gente que quiere ver y aprender acerca del pasado precolombino de Guatemala con la preservación, investigación y difusión de información. 

## Colección
Aunque el museo es bien conocido por su arte cerámico funerario, la colección incluye una variedad de esculturas en piedra, especialmente del período preclásico, y de la costa sur del país. La sección de cerámica incluye algunos de los utensilios mayas mejor preservados.